# Belize
Belize (w latach 1863–1981 Honduras Brytyjski) – państwo w Ameryce Środkowej leżące na półwyspie Jukatan, nad Morzem Karaibskim, od północy graniczące z Meksykiem (długość granicy 250 km), a na zachodzie z Gwatemalą (266 km). Jego stolicą jest Belmopan.

## Geografia

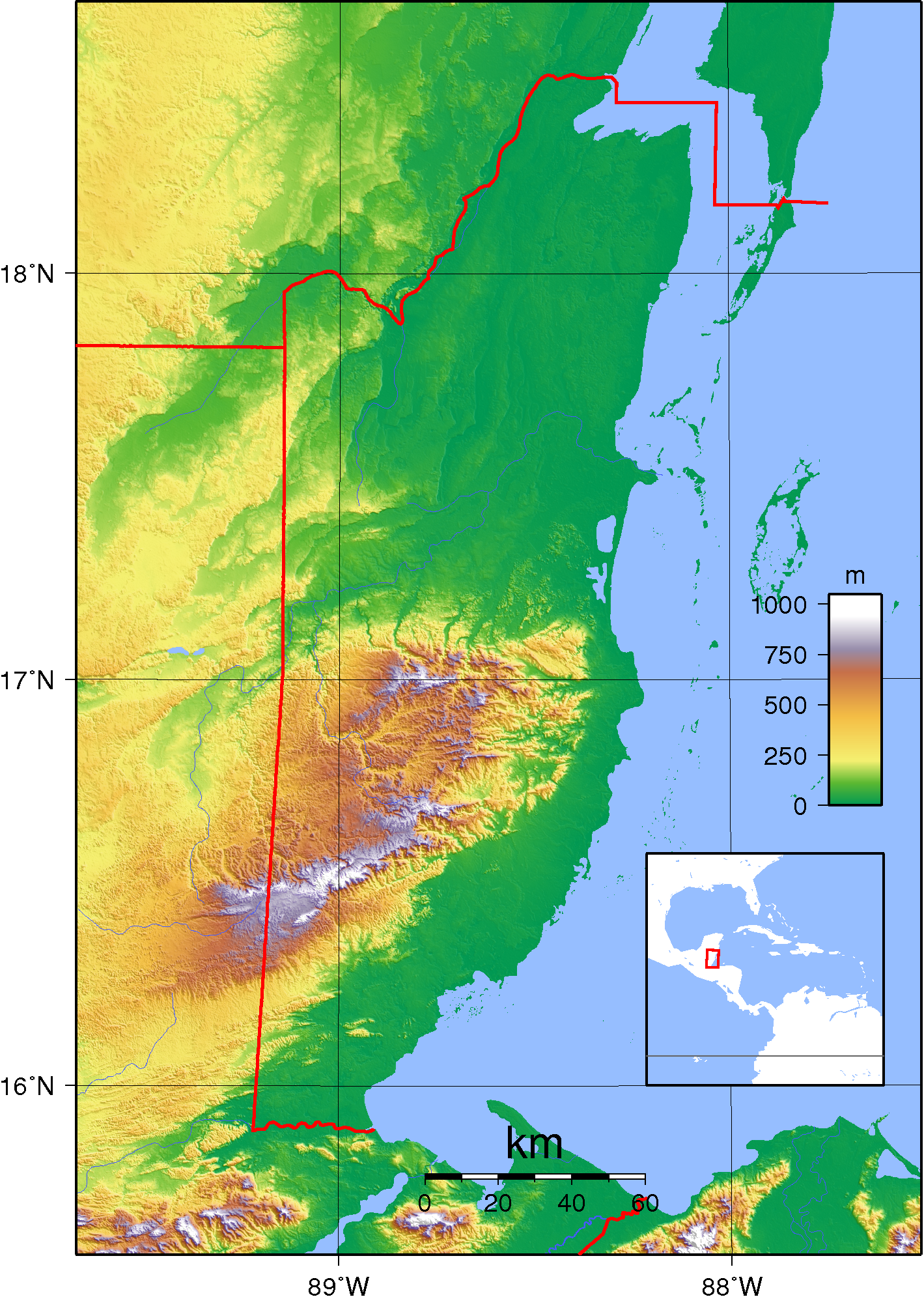
Topografia Belize

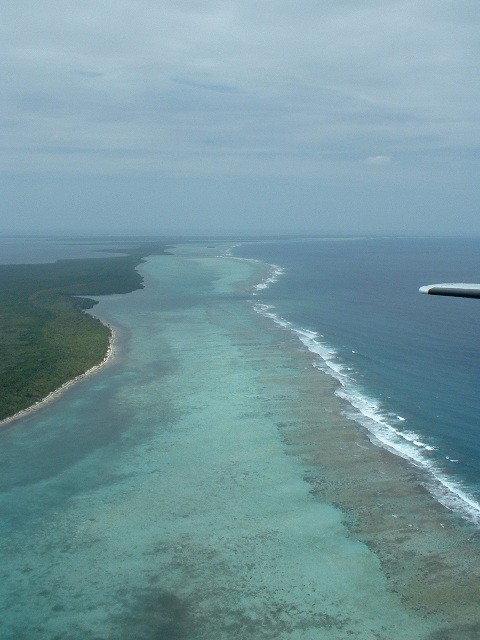
Rafa Koralowa Belize

W północnej części kraju rozciąga się nadbrzeżna nizina, w wielu miejscach silnie zabagniona. W południowym Belize ciągnie się pasmo gór Maya, z najwyższym szczytem kraju Victoria Peak (1122 m n.p.m.) lub Doyle’s Delight (1124 m n.p.m.). Wzdłuż wybrzeża natrafić można na liczne laguny. Kilkanaście kilometrów dalej ciągnie się łańcuch niewielkich wysepek koralowych (cayes), tworzących barierę koralową. Kilkadziesiąt kilometrów od północnej części wybrzeża położone są większe wyspy, m.in. Ambergris Caye i Turneffe.

## Bogactwa mineralne
W Belize znajdują się bogactwa mineralne, takich jak dolomity, baryt, boksyty, kasyteryt i złoto, ale większości z nich się nie wydobywa. W 1990 roku eksploatowano jedynie dolomity, częściowo jako kruszywo łamane do budowy dróg, a częściowo na eksport.
W 2006 roku w pobliżu miasteczka Spanish Lookout odkryto złoża ropy naftowej, co przyniosło nowe perspektywy, ale i zagrożenia dla kraju.

## Klimat
W Belize panuje wilgotny klimat równikowy z porą suchą od stycznia do kwietnia lub maja na północy i zachodzie i krótszą na południu – od lutego do kwietnia. Roczne sumy opadów dochodzą do 2000 mm, a średnie temperatury miesięczne wahają się od 23 °C w grudniu do 28 °C w czerwcu. Wysokość rocznych opadów rośnie od 1.350 mm na północnym zachodzie do 4.500 mm na samym południu. W centrum i na zachodzie, poza górami Maya, klimat jest nieco cieplejszy.
Wybrzeża Belize są często nawiedzane przez huragany. Jeden z nich zniszczył w 1931 dwie trzecie budynków w Belize City i spowodował śmierć ponad 1000 osób. Kolejny w 1955 zniszczył położone na północy miasto Corozal. Huragan w 1961 roku zniszczył dawną stolicę kraju Belize City, stąd też podjęto decyzję o budowie nowej stolicy Belmopan.

## Roślinność

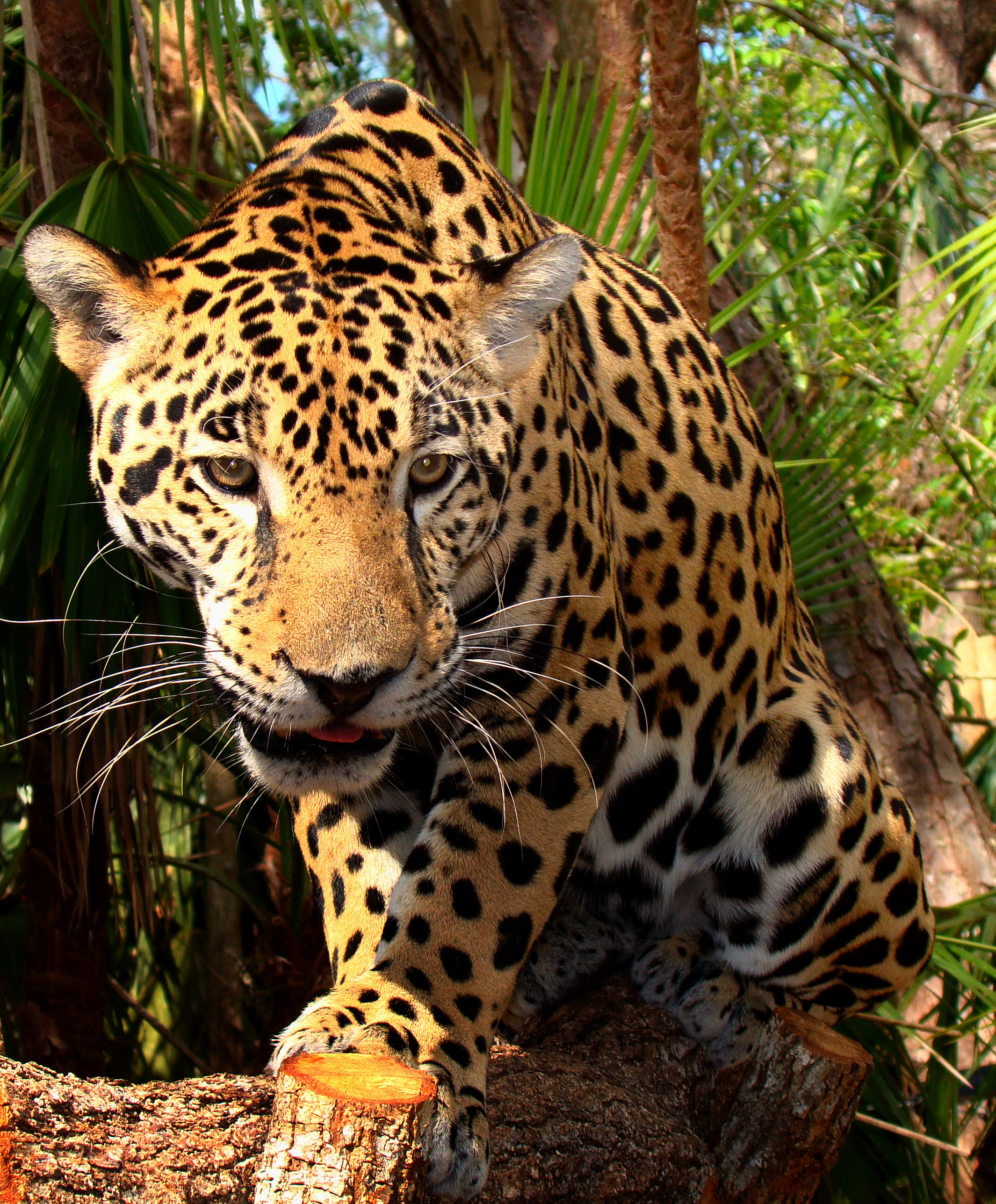
Jaguar

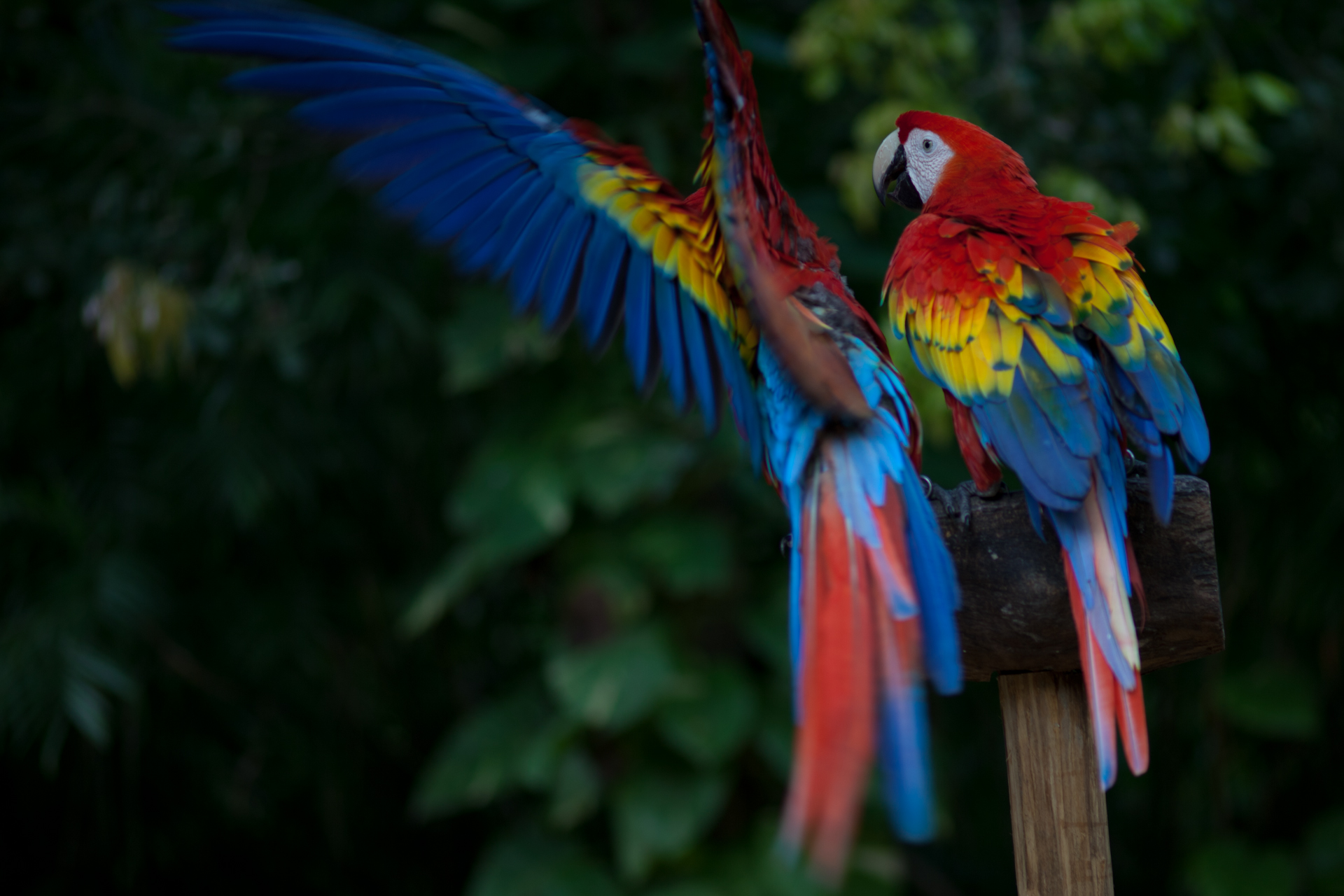
Papuga

Ponad 60% powierzchni Belize zajmują lasy. Blisko połowę powierzchni kraju zajmują wilgotne lasy równikowe, w których rośnie około 1000 gatunków drzew. Jedynie w nieco mniej wilgotnych miejscach, głównie w górach, zastępują je suche lasy podzwrotnikowe i sawanny. Natomiast wybrzeża porastają namorzyny oraz roślinność bagienna.
Około 20% powierzchni zajmują użytki rolne.
Wzdłuż brzegu ciągnie się Rafa Koralowa Belize.

## Zwierzęta
W lasach Belize żyją jaguary, pumy i inne dzikie koty oraz małpy i tapiry. Licznie występują węże. Wśród ptaków na uwagę zasługują papugi, tukany i kolibry.

## Historia
Początkowo (1500 p.n.e. – 900 n.e.) teren Belize obejmowała cywilizacja Majów. Obecnie znane są liczne stanowiska archeologiczne Majów. Są to: Actun Tunichil Muknal, Altun Ha, Baking Pot, Barton Creek Cave, Cahal Pech, Caracol, Cerros, Chaa Creek, Colha, Cuello, El Pilar, Ka'Kabish, K'axob, La Milpa, Lamanai, Louisville, Lower Dover, Lubaantun, Marco Gonzalez, Minanha, Nim Li Punit, Nohmul, Nohoch Che'en, Pusilha, San Estevan, Santa Rita, Tipu, Uxbenka, Xnaheb i Xunantunich.
Belize, wcześniej znane jako Honduras Brytyjski, było jedyną brytyjską kolonią w kontynentalnej części Ameryki Środkowej. Nie utrzymało się tu osadnictwo hiszpańskie, a pierwszymi stałymi osadnikami byli brytyjscy drwale, którzy przybyli tu w pierwszej połowie XVII wieku. W 1862 roku Honduras Brytyjski został oficjalnie ogłoszony brytyjską kolonią. Swoje roszczenia do tego terytorium wysunęła wówczas Gwatemala, uznając go za integralną część swojego terytorium. W latach 60. XX wieku rozpoczął się proces zmierzający do przyznania niepodległości ostatniej kolonii w tej części Ameryki Środkowej. Nowa konstytucja z 1964 roku nadawała Hondurasowi Brytyjskiemu wewnętrzną autonomię. W 1973 zmieniono nazwę na obowiązującą do dziś. Na podstawie dwóch rezolucji ONZ z 1975 i 1980 Belize uzyskało niepodległość od Wielkiej Brytanii w 1981 roku. Belize weszło w skład brytyjskiej Wspólnoty Narodów i zachowało na swoim terytorium brytyjskie bazy wojskowe. Władze niepodległego Belize odrzuciły też propozycje przyłączenia się do Gwatemali. System polityczny kraju zdominowała Zjednoczona Partia Ludowa. W styczniu 2005 doszło w stolicy Belize do zamieszek z powodu ogłoszenia wzrostu podatków.

## Ustrój polityczny
Belize, podobnie jak wiele innych państw członków Wspólnoty Narodów, jest monarchią konstytucyjną, a głową państwa jest król brytyjski Karol III. Belize ma dwuizbowy parlament.

## Podział administracyjny

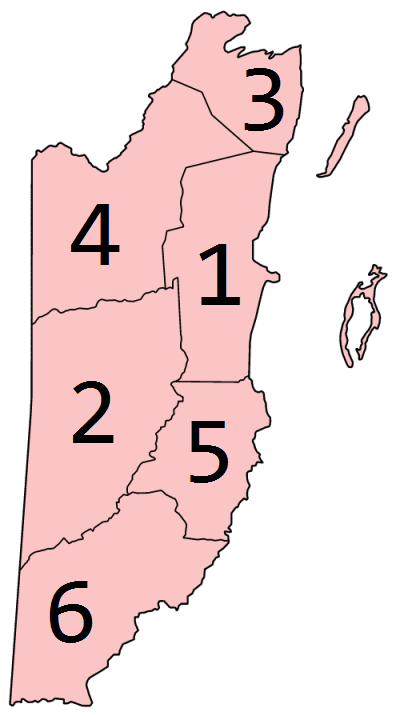

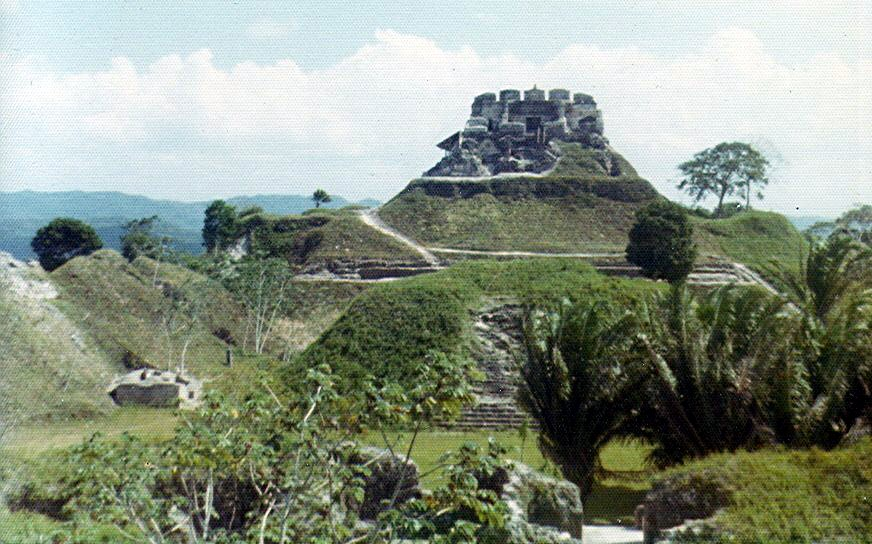
Xunantunich, Belize

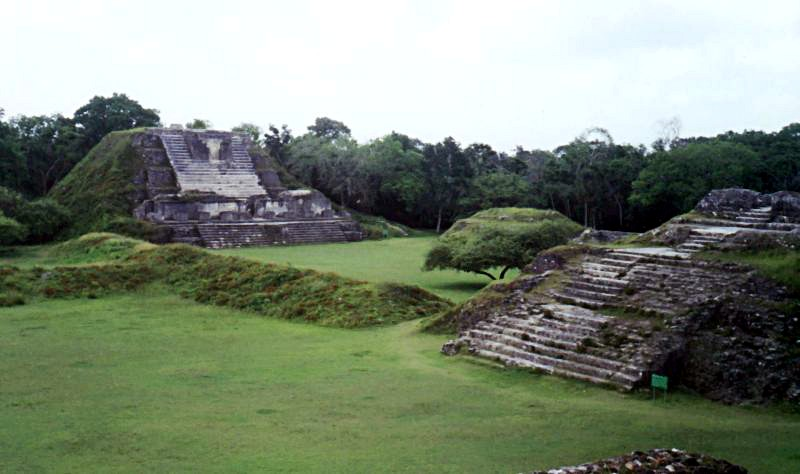
Stanowisko archeologiczne Altun Ha

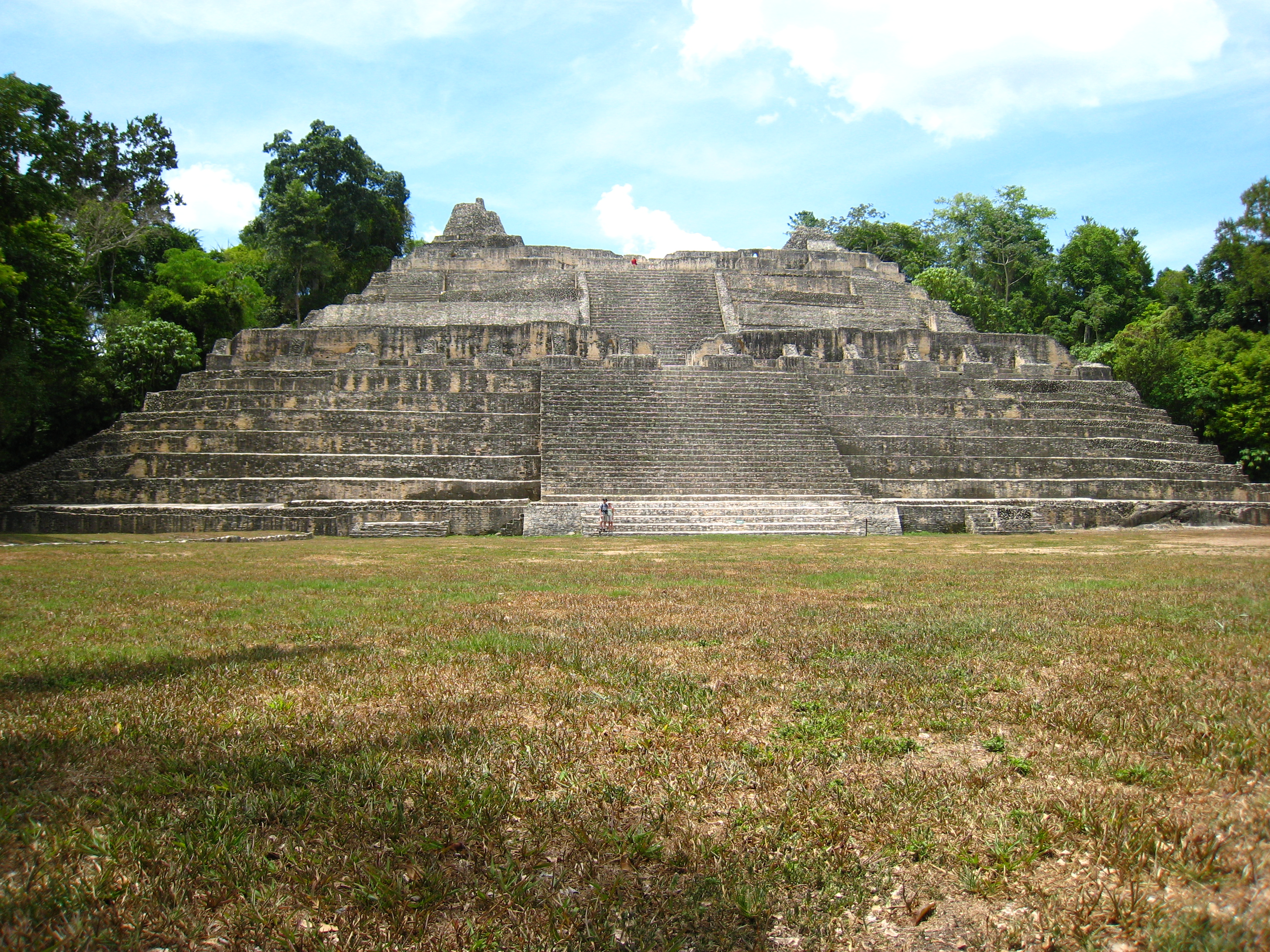
Caracol, Belize

Belize podzielone jest na 6 dystryktów (district (s)):
1. Belize
2. Cayo
3. Corozal
4. Orange Walk
5. Stann Creek
6. Toledo

## Społeczeństwo
Główną grupą etniczną w Belize są Mulaci i Metysi, którzy stanowią blisko 3/4 ludności. Metysi stanowią 52,9%, Mulaci 25,9%, Majowie 11,3%, Garifuna, czyli potomkowie afrykańskich niewolników i Indian 8%, Indo-Pakistańczycy 3,9%, biali 1,2%, Azjaci 1% a pozostali 1,2%.
Językiem urzędowym Belize jest angielski, choć wielu mieszkańców posługuje się językiem kreolskim. Indiańscy mieszkańcy Belize posługują się ciągle językami Majów. Przy granicy z Gwatemalą często można usłyszeć język hiszpański.

## Religia
Struktura religijna kraju w 2010 roku według Pew Research Center:
- katolicy: 50%
- protestanci: 35,4% (głównie zielonoświątkowcy i adwentyści dnia siódmego)
- bez religii: 8,9%
- inni chrześcijanie: 1,9% (w tym Świadkowie Jehowy i mormoni)
- wyznawcy tradycyjnych religii plemiennych: 1,5%
- żydzi: 1,0%
- buddyści: 0,5%
- hinduiści: 0,2%
- muzułmanie: 0,1%
- wyznawcy innych religii: 0,5%

## Gospodarka
Gospodarka Belize opiera się na rolnictwie i leśnictwie. Na eksport uprawia się trzcinę cukrową, rośliny cytrusowe i banany. Ponadto na rynek wewnętrzny uprawia się kukurydzę, ryż, fasolę i bataty. Lasy Belize dostarczają wiele cenionych gatunków drewna, m.in. mahoń, cedrzyniec, palisander czy sosnę. Gospodarka leśna Belize prowadzona jest w sposób racjonalny, czyli duży nacisk kładzie na zalesianie. Innym wartościowym produktem leśnym, jest pozyskiwany z drzewa pigwicy właściwej sok chicle, który służy jako surowiec do produkcji gumy do żucia. Na wybrzeżu rozwinięte jest w niewielkim stopniu rybołówstwo morskie, głównie homarów, krewetek i langust.
Przemysł Belize jest stosunkowo słabo rozwinięty, głównie z powodu braku większych ilości bogactw mineralnych. Rozwinął się na niewielką skalę przemysł drzewny i spożywczy (produkcja cukru, przetwórstwo owoców).
W Belize nie ma linii kolejowych, a sieć drogowa jest stosunkowo słabo rozwinięta, poza jedynie północną częścią kraju. Główny port morski i lotniczy kraju znajduje się w starej stolicy – Belize City.

### Emisja gazów cieplarnianych
Emisja równoważnika dwutlenku węgla z Belize wyniosła w 1990 roku 0,487 Mt, z czego tylko 0,188 Mt stanowił dwutlenek węgla, a resztę metan i w mniejszym stopniu podtlenek azotu. W przeliczeniu na mieszkańca emisja wyniosła wówczas 1 t dwutlenku węgla, a w przeliczeniu na 1000 dolarów PKB 196 kg. W następnych latach emisje pozostawały na podobnym poziomie aż do skokowego wzrostu w latach 2000 i 2001 i ponownej stabilizacji. W 2008 nastąpił skokowy spadek, a w 2012 nagły powrót do poziomu emisji sprzed kryzysu gospodarczego i kolejna stabilizacja. Głównym źródłem emisji przez cały czas była energetyka, choć istotny i stale rosnący jest też udział transportu. W 2018 emisja dwutlenku węgla pochodzenia kopalnego wyniosła 0,451 Mt, a w przeliczeniu na mieszkańca 1,178 t i w przeliczeniu na 1000 dolarów PKB 151 kg.

## Święta państwowe
| Data            | Polska nazwa                            | Oryginalna nazwa           |
| --------------- | --------------------------------------- | -------------------------- |
| 1 stycznia      | Nowy Rok                                | New Year’s Day             |
| 9 marca         | Dzień Barona Blissa                     | Baron Bliss Day            |
|                 | Wielki Piątek, Poniedziałek Wielkanocny | Good Friday, Easter Monday |
| 1 maja          | Święto Pracy                            | Labour Day                 |
| 24 maja         | Dzień Wspólnoty Narodów                 | Commonwealth Day           |
| 10 września     | Święto Św. George’a Caye                | St. George’s Caye Day      |
| 21 września     | Dzień Niepodległości                    | Independence Day           |
| 12 października | Święto Ameryki                          | Pan American Day           |
| 19 listopada    | Święto Garifunów                        | Garifuna Settlement Day    |
| 25 grudnia      | Boże Narodzenie                         | Christmas Day              |
| 26 grudnia      | drugi dzień Bożego Narodzenia           | Boxing Day                 |